# Piscine centrale d'Espoo
La piscine centrale d'Espoo (finnois : Keski-Espoon uimahalli) est une piscine située dans le quartier d'Espoon keskus à Espoo en Finlande.

## Présentation
La piscine est dans le complexe Kaivomestari, achevé en juillet 2003, qui abrite également le lycée Kuninkaantie, une salle de sport, une salle de sport, un centre de physiothérapie, une cafétéria et les locaux de l'institut des travailleurs d'Espoo.
- Grand bassin : 25 m, 4 couloirs, profondeur 1,2-2 m, température de l'eau 26-28 °C.
- Bassin thérapeutique : 12,5 m, profondeur 0,9-1,5 m, température de l'eau 30-33 °C
- Bassin pédagogique : 12,5 m, profondeur 0,9 m, température de l'eau 26-28 °C
- Bassin pour enfants : profondeur 0,23 m, température de l'eau 30-33 °C
- Jacuzzi : température de l'eau 30-33 °C